# Bohuslav Ceplecha
Bohuslav Ceplecha (6. května 1977 – 14. července 2012) byl český navigátor v rallye. Nastoupil na start 12 závodů mistrovství světa, 24 závodů MMČR a 46 rallysprintů, většinou po boku Josefa Semeráda nebo jeho syna Martina s vozy Mitsubishi Lancer Evolution.

## Závodní kariéra

### S Josefem Semerádem
Bohuslav Ceplecha usedal pravidelně od roku 2002 vedle Josefa Semeráda v barvách CS Development Racing týmu a později týmu Sherlog Racing. Josef Semerád je znám používáním netradičního rozpisu, ve kterém byla jedna zatáčka popsána hned několika čísly. Rozpis si vytvořil s Leošem Čapkem a používal ho i s Bohuslavem Ceplechou.
Posádka startovala především v podnicích MČR Sprintrally a MMČR. V roce 2006 Semerád starší s Ceplechou na místě spolujezdce zvítězil v MČR Sprintrally. V roce 2007 sbírala posádka Semerád/Ceplecha body do Mistrovství České republiky, skončili druzí celkově. Ceplecha se tento rok začal objevovat také po boku Martina a pro zranění ho na konci sezony vedle Josefa musel zastoupit Roman Niemetz.

### S Martinem Semerádem
Bohuslav Ceplecha jako zkušený spolujezdec usedl v roce 2007 vedle Martina Semeráda, který se zapojil do poháru mládeže, kde sbíral svoje první zkušenosti v rallye s Volkswagenem Polo 1.4 skupiny N1.
V roce 2007 byl spolu s Martinem Semerádem vážně zraněn při Rally Jeseníky. Při přejezdu mezi 3. a 4. RZ se soutěžní Polo čelně střetlo s civilním BMW, jehož podnapilý řidič jel nepřiměřenou rychlostí. Ceplecha, který mezi erzetami soutěžní vůz řídil, utrpěl silný otřes mozku, řezné rány na hlavě a měl zlomené zápěstí.
V roce 2008 přešel spolu s Martinem Semerádem na Mitsubishi Lancer Evo IX, s ním se zapojili do mistrovství světa produkčních vozů (PWRC). V roce 2009 dokončil Semerád junior s Bohuslavem Ceplechou šampionát PWRC na 15. místě.
Bohuslav Ceplecha zemřel 14. července 2012 na následky zranění při havárii ve třetí rychlostní zkoušce XXXIX. Rally Bohemia. Soutěž, kterou poznamenalo nestálé počasí, měla posádka Martin Semerád/Bohuslav Ceplecha rozjetou velmi dobře. Favorizovaný Mads Østberg havaroval na shakedownu, Juho Hänninen a Roman Kresta skončili na první rychlostní zkoušce. Ve třetí rychlostní zkoušce („Dneboh“) se Lancer v rychlosti 130 kilometrů za hodinu dostal mimo trať a narazil do stromu. Vážně zraněný Ceplecha zemřel při převozu do liberecké nemocnice. Soutěž byla po nehodě ukončena.

## Osobní život
Bohuslav Ceplecha byl svobodný, s životní partnerkou Věrou Bernatovou měl dvě děti.